# Melodram (Theater)

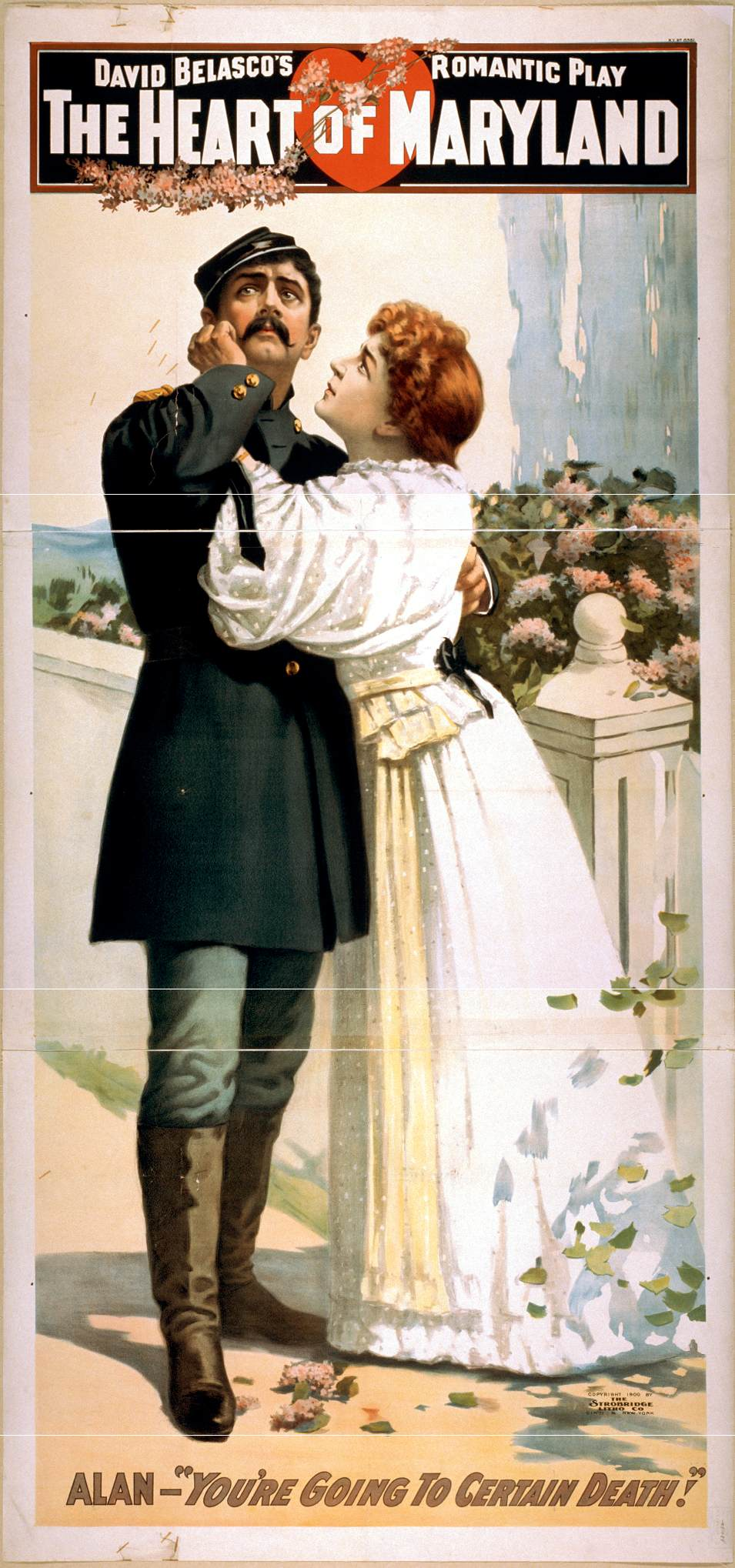
Die Werbung für Theatermelodramen (hier ein Stück von David Belasco um 1900) erinnert bereits an Filmplakate

Das Melodram (von altgriechisch μέλος melos „Lied, Sprachmelodie“ und δρᾶμα drama „Handlung, Schauspiel“) ist seit dem späteren 18. Jahrhundert das populäre Gegenstück zur aristokratischen Tragödie. Als ernste, aber nicht ernst zu nehmende Theatergattung verhielt es sich zur höfischen Tragödie eines Corneille oder Racine wie die heitere oder lustige Posse zur höfischen Komödie eines Molière. Die Helden des Melodrams sind im Unterschied zur Tragödie keine Adligen, die hier eher zur Sphäre der Bösewichter gehören (vgl. Ständeklausel). Im Gegensatz zur Tragödie kann das Melodram ein glückliches Ende haben.
Prägend für das Melodram ist auch die Begleitung durch ein Orchester.
Synonyme deutsche Bezeichnungen sind im 19. Jahrhundert: Lebensbild, Charaktergemälde, Sittenbild, Zeitbild, oft einfach Drama. Eine Untergattung nannte sich Schicksalsdrama. Die mit großem Bühnenaufwand inszenierten Melodramen nannte man Spektakelstücke oder Sensationsdramen.
Der Begriff Melodram oder Melodrama wird im Deutschen enger gefasst als etwa im Englischen oder Französischen, wo er auch Abenteuer- und Kriminalgeschichten mit einschließt. Er wird im Deutschen eher auf eine Betonung der Gefühle in Liebes-, Freundschafts- oder Familienangelegenheiten bezogen (nach Thomas Koebner: „Hindernisse, die sich der Liebe in den Weg stellen“). Im Folgenden wird das Melodram im weiteren internationalen Sinn behandelt.

## Geschichte

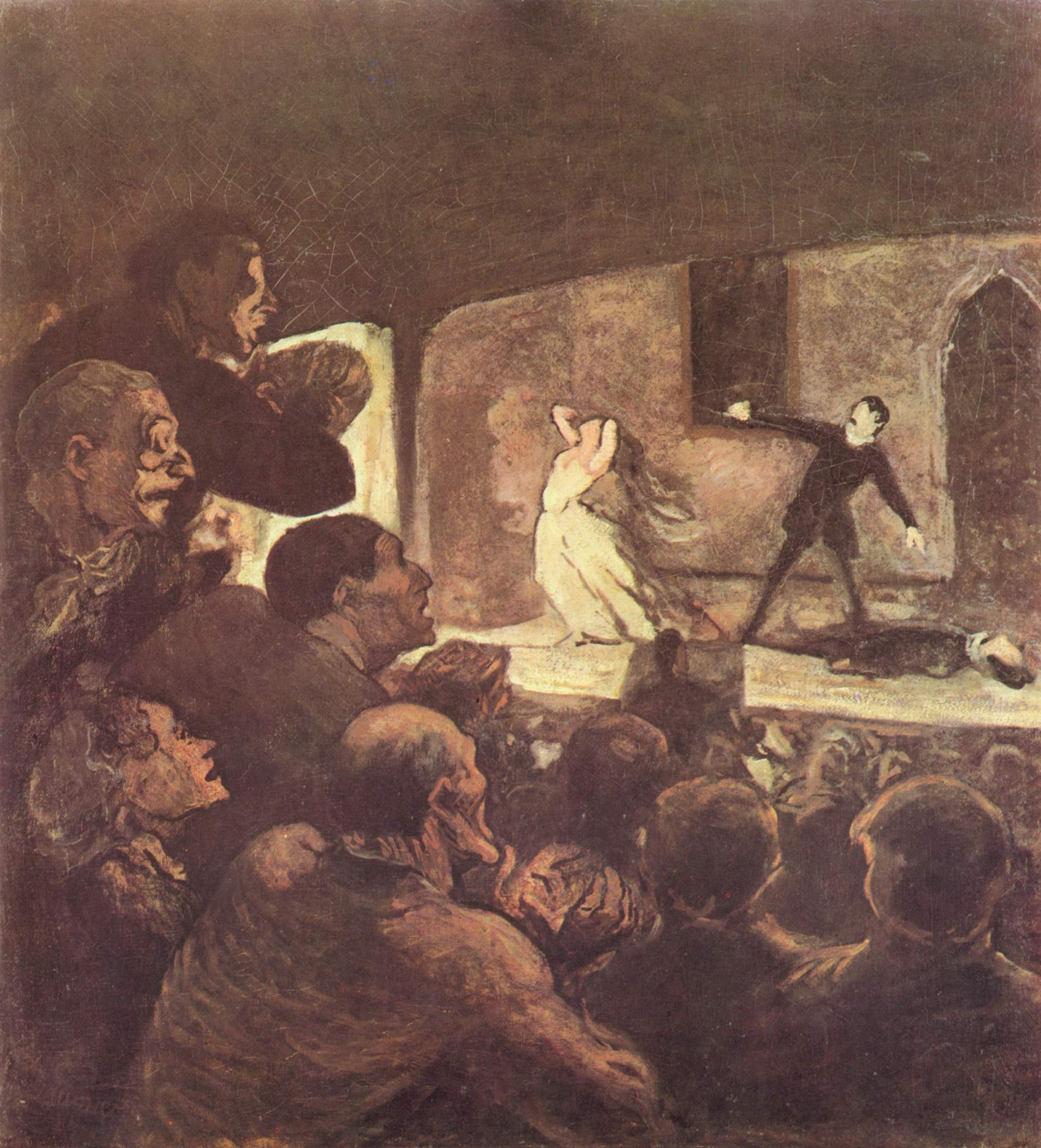
Das typische Melodram am Pariser Boulevard du Temple aus der Sicht Daumiers

### Entstehung
Entstanden ist das Bühnenmelodram in der zweiten Hälfte des 18. Jahrhunderts in Frankreich. Den Hintergrund dafür bilden die kulturelle, ökonomische und politische Emanzipation im Zeitalter der Aufklärung, im Frühkapitalismus und in der Französischen Revolution von 1789. Realistische Abenteuer- und Kriminalgeschichten werden im Melodram von der magischen Umgebung des barocken Zauberspiels befreit.
Das gemeinsame Entsetzen über die Allgegenwart von Betrug, Gewalt und Korruption, die im Melodram zelebriert wird, einigt sein Publikum. In einer Zeit des gesellschaftlichen Umbruchs trug es zu einer neuen Ordnung bei, in der Gesetz oder Polizei nicht als Mittel zur Unterdrückung durch die Obrigkeit, sondern als etwas Gemeinnütziges gelten sollten. Arbeitseifer, Mut und Redlichkeit als Ideale einer bürgerlichen Ethik wurden fortan ins Zentrum gestellt. So entwickelte sich das Melodram zu einer Kulturform des Bürgertums, in der die Adeligen und der Klerus, aber auch das Proletariat kritisiert wurden.
Das „Bastardgenre“ oder „genre larmoyant“, wie es schon damals verächtlich genannt wurde, befasste sich stärker mit den emotionalen Leiden und individuellen Wegen zur Glückserfüllung. Damit wurde von der aristokratischen Tragödie Abstand genommen, nach der der Mensch allein dem fremdbestimmten Schicksal oder dem göttlichen Willen ausgeliefert ist und die Pflicht auch nach dem Empfinden des Publikums über seine persönlichen Vorlieben stellen muss.
Das Melodram kann als Abgrenzung einer selbstbewussten aufstrebenden Mittelschicht gegenüber dem entstehenden Proletariat verstanden werden. Den Gegensatz zwischen Komödie und Tragödie konnte man bis dahin sowohl als Unterschied zwischen Bürgerlichem und Aristokratischen als auch zwischen Lächerlichem und Ernsthaften verstehen. So kam das Melodram einem Kleinbürgertum entgegen, das sich auf der Bühne nicht mehr nur lächerlich dargestellt sehen wollte (vgl. Ständeklausel). Das Rührstück eines Denis Diderot oder Jean-Jacques Rousseau, auch die bürgerlichen Tragödien von Gotthold Ephraim Lessing und die moralistischen Dramen von Friedrich Schiller sind Vorbilder des Melodrams.

### Frankreich und England

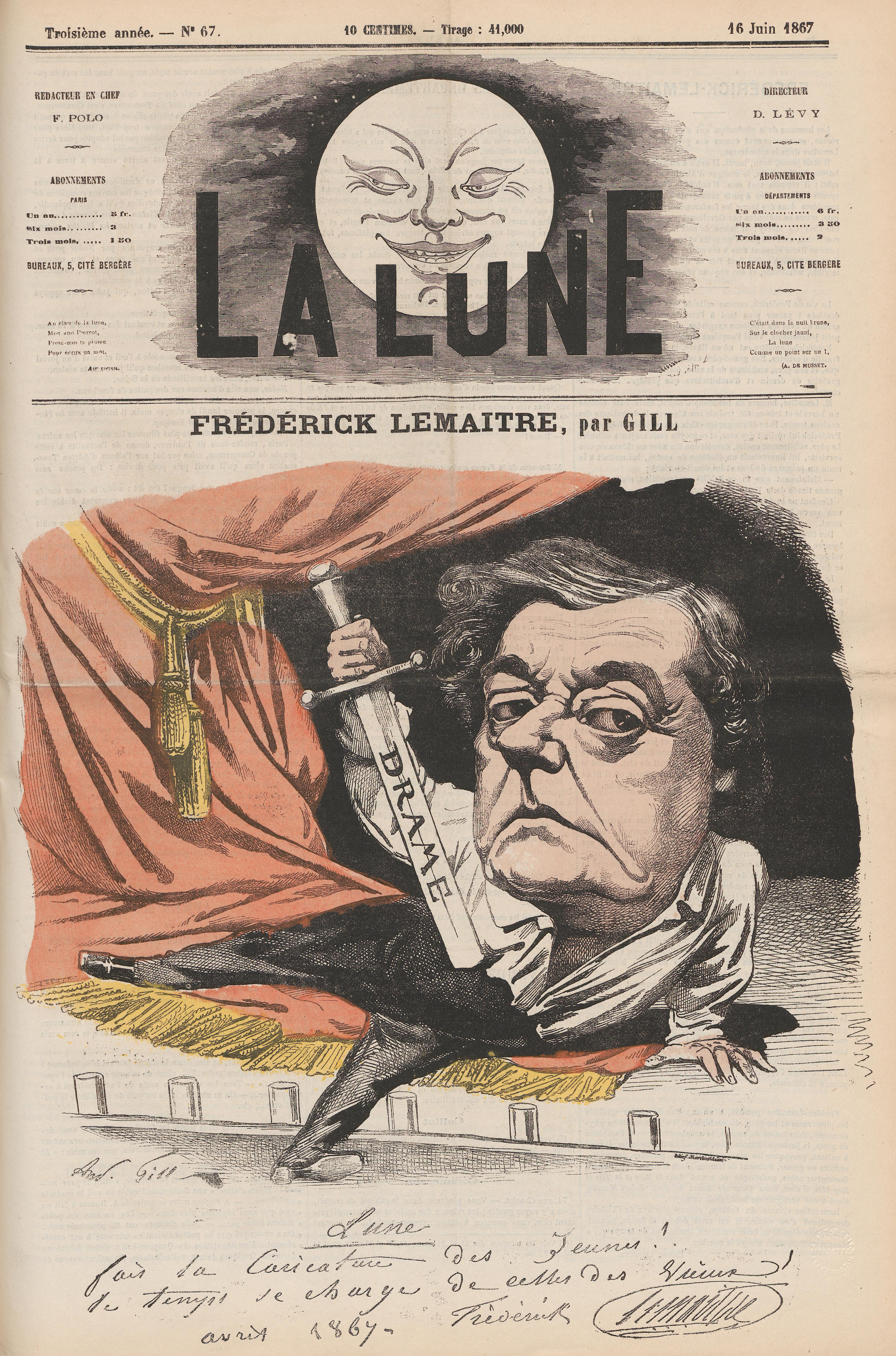
Der berühmte Darsteller Frédérick Lemaître in einer Karikatur

Der französische Theaterschriftsteller René Charles Guilbert de Pixérécourt gilt als erster, der dieses Genre populär machte. Sein Stück Der Hund des Aubry (1814) wurde auch im deutschen Sprachgebiet erfolgreich. Am Pariser Boulevard du Temple wurden in der Nachfolge der Pariser Jahrmarktstheater feste Spielstätten erstellt, in denen Pantomimen und Melodramen zur Aufführung kamen. Weitere bedeutende Autoren des Melodrams waren Caigniez und Victor Ducange, später etwa Adolphe d’Ennery. Auch Eugène Scribe war mit dem Melodram Yelva ou l’Orpheline russe (1828) erfolgreich. – Einer der berühmtesten Darsteller im Melodrama war Frédérick Lemaître.
Im englischen Sprachgebiet konnte sich das Melodram als allgemein akzeptierte dramatische Gattung entfalten. Seit Thomas Holcroft wurde es auf den Londoner Bühnen wie dem Adelphi Theatre heimisch und erreichte eine Blüte mit dem Viktorianischen Melodrama (etwa bei James Planché und später bei Dion Boucicault). Romanfiguren wie Sweeney Todd oder historische Ereignisse wie die West-Port-Morde dienten als Stoffe.

### Deutsches Sprachgebiet
In der deutschen Theaterlandschaft verblieb das Melodram trotz seiner Beliebtheit in einem Tabubereich. Melodramen waren den großen Zirkuspantomimen sehr ähnlich, die im 19. Jahrhundert üblich waren (siehe Geschichte des Zirkus). Am französischen Melodram orientierten sich dennoch zahlreiche deutsche Bühnenschriftsteller wie August von Kotzebue (Menschenhass und Reue, 1789), Zacharias Werner (Der vierundzwanzigste Februar, 1808) und später Karl von Holtei (Leonore, 1829) oder Charlotte Birch-Pfeiffer (Der Glöckner von Notre-Dame, 1848). Ignaz Franz Castellis Übersetzung des französischen Melodrams Die Waise und der Mörder beherrschte seit 1817 die deutschsprachigen Bühnen.
Das Wiener Burgtheater widmete sich recht ausgiebig dem Melodram, gewissermaßen als Verbürgerlichung der höfischen Tragödie und als Gegenbild zum Alt-Wiener Volkstheater. Zu den größten Erfolgen gehörten hier Die Schuld (1816) von Adolf Müllner, Die Ahnfrau (1817) von Franz Grillparzer sowie Der Müller und sein Kind (1830) von Ernst Raupach.
Eine internationale Begeisterung für das „Deutsche“, etwa für Schillers Dramen, die zu beliebten Vorlagen für Opern wurden, für den sogenannten Sturm und Drang oder die deutsche Romantik schlug sich in populären Kunstprodukten wie dem Melodram und dem Trivialroman nieder, was im deutschen Sprachgebiet – hauptsächlich von akademischer Seite – für ein Missverständnis gehalten und ignoriert wurde. Goethes literarische Aufwertung des Fauststoffs wurde dagegen international nie recht zur Kenntnis genommen. Der Fauststoff blieb weiterhin in der Sphäre des Melodrams, wie noch in dem in New York City und später in London phänomenal erfolgreichen Stück The Black Crook (1866).

### Weitere Entwicklung
Der italienische Dichter Vittorio Alfieri schuf eine italienische Variante des Melodrams mit dem Namen Tramelogödie. Gegenüber der Oper konnte es sich hier allerdings nicht durchsetzen. Eine Spielart des Melodrams auf der Opernbühne war die Verismo-Oper seit den 1860er-Jahren.
Das US-amerikanische Melodram entwickelte sich als eigene Tradition seit der zweiten Hälfte des 19. Jahrhunderts. Zuvor bildeten moralisierende Shakespeare-Bearbeitungen den Grundstock für die Theatertruppen (wie etwa für Isaac Merritt Singer gegen 1830). Als Markstein gilt das Spektakel The Black Crook (1866). Einer der erfolgreichsten Melodram-Autoren war David Belasco.
Gegen 1900 neigte das Bühnenmelodram zum aufwändigen Ausstattungsstück mit vielen Dekorationen und zahlreichen Komparsen. Die Massenspektakel von Max Reinhardt wie Sumurun (1910) sind wesentlich von der melodramatischen Tradition inspiriert.
Im 20. Jahrhundert wurden die Stilmittel des Melodrams vom Film übernommen und weiterentwickelt. Heute gibt es das Bühnenmelodram so gut wie nicht mehr, da sich die populäre Unterhaltung auf andere Medien verschoben hat.

## Film-Melodram
In der Zeit des Stummfilms gab es viele Melodramen, die heute mehr oder weniger vergessen sind. Aus ihnen kann man die Gestik des damaligen Bühnenmelodrams rekonstruieren. Durch die Möglichkeiten der Kameraführung kann die Identifikation des Publikums mit Figuren des Spiels erheblich wirksamer herbeigeführt werden. Deshalb hat der Film das Bühnenmelodram fast vollständig in sich aufgenommen, sodass lediglich opernhafte Formen auf der Theaterbühne verblieben sind. Auch melodramatische Filme bezeichnet man gelegentlich als „Filmoper“.
Indem der Zuschauer die Erzählperspektive aus der Sicht des Opfers wahrnimmt, wird Identifikation mit diesem hergestellt. Durch die Formulierung der Verantwortung für das „Böse“ auf einer gesellschaftlichen Ebene einerseits und der personalisierten, emotionalisierten Opfersicht andererseits legt das Melodrama direkter als andere Genres Muster der Unterdrückung und Ausbeutung offen und leitet daraus seine Dramatik ab.
Passend dazu werden Typen verklärt: Die positiven Helden werden mit den vorteilhaftesten Eigenschaften versehen, um dem Zuschauer die Identifikation zu erleichtern. Negativfiguren auf der anderen Seite sind nicht böse, weil sie (wie etwa im Western) ihrer Natur nach böse sind, sondern weil sie dem Glück der Helden entgegenstehen. Trotz ihrer Verurteilung als Bösewichte erscheinen sie als Getriebene. Das Aufzeigen und Verdeutlichen der Motive aller Figuren macht das Melodrama zu einem „demokratischen Medium“. Allgemein erschien der Film in seiner Frühzeit gegenüber dem Theater des Geldbürgertums als das „demokratische Medium“.
Konsequenterweise wird das absolute Glück im klassischen Melodrama von der Mitte der Gesellschaft aus definiert, nicht von ihren Randbereichen. Es kann noch an der Außengrenze, aber nicht jenseits dieser Konventionen liegen, die so lange beschworen werden, bis die Moral sich durchgesetzt hat. Das Melodram kann deshalb keine Geschichte wiedergeben, die nur unter gesellschaftlichen Außenseitern spielt.
Trotzdem macht sich das Melodram nicht zwangsläufig den moralischen Konsens zu eigen: Die Parteinahme, in die der Zuschauer gedrängt wird, geschieht immer zugunsten der Liebenden, woraus sich sowohl Gesellschaftskritik als auch moralischer Konformismus entwickeln können. Ob das Melodram eine subversive oder eskapistische Funktion übernimmt, hängt nach Thomas Elsaesser von der Betonung entweder der „Odyssee des Leidens“ oder des Happy Ends ab. Die Moral übernimmt eine übergreifende Zuständigkeit, indem sie den Helden Grenzen aufzeigt und sie dadurch an sich bindet. Das Melodrama bezeichnet darum nicht nur eine ästhetische Praxis, sondern auch eine Art, der Welt Fragen zu stellen und in Bezug auf seine Helden Antworten zu finden.

## Theorie
Der Dramen- und Mythentheoretiker Francis Fergusson definierte 1930 in einer Kritik an den Werken Eugene O’Neills das Melodram dadurch, dass es „Emotionen unkritisch akzeptiert“ (to accept emotions uncritically), was in der Folge zu einer gesteigert emotionalen, unrealistischen Sprache und unrealistischen Handlungen führe.
Ausgehend von der idealisierenden, nicht unumstrittenen Darstellung von Peter Brooks hat sich eine Tradition beschreibender Theorien um das Melodram gebildet.

### Kampf und Triumph des Willens
Das Melodram erfährt die Welt als Arena eines heftigen moralischen Kampfs, in dem die Machtlosen, aber Guten von den Mächtigen, aber Korrupten verfolgt werden. Die treibende Kraft des Melodrams ist der Bösewicht. Er kann als Verbrecher im strafrechtlichen Sinn oder als arroganter Neureicher, als dekadenter Aristokrat, unterdrückender Fabrikbesitzer oder politischer Extremist dargestellt werden. Am Ende siegen zumeist die sympathischen Figuren, und das Böse wird bestraft. Auch wenn die Heldin oder der Held physisch unterliegen, werden sie als bessere Charaktere und ideelle Sieger gezeigt. Ihre Liebe ist ein Symbol für den persönlichen Willen, der grundsätzlich positiv bewertet wird, auch wenn er sich gegen Autoritäten auflehnt. Oft wird das Durchsetzen des eigenen Willens allerdings als ergebene Aufopferung getarnt.

### Klarheit und Verständlichkeit
Das Wort „melodramatisch“ bedeutet, dass durch Klang (Vers, erhobene Stimme, Musik etc.) eine Bedeutung suggeriert wird. Dem Publikum wird durch eine pathetische Darstellung das Verständnis des Vorgeführten erleichtert oder eine Interpretation aufgedrängt. Diese Stilmittel scheinen Orientierungshilfen in einer verwirrenden Welt zu geben.
Im Melodram geht es im Wesentlichen um ein vor Publikum zelebriertes Erkennen oder Unterscheiden: zwischen Gutem und Bösem, Liebe und Hass, Eigenem und Fremdem, Mächtigem und Machtlosem, Männlichem und Weiblichem, Lebendigem und Totem. Das Melodram setzt sich der Attraktivität und den Gefahren der Schwarzweißmalerei ohne Vorbehalte aus.
In diesem Sinn werden die Unterscheidungen im Melodram oft durch passende Musikbegleitung unterstrichen: Die reine Unschuld oder der Bösewicht sind deutlich erkennbar durch eine charakteristische Musik. Aber auch andere Zeichen können solche Figuren deutlich erkennbar machen, etwa ein weißes beziehungsweise schwarzes Kostüm oder eine flehende beziehungsweise bedrohliche Pose. Diese Verdeutlichungen haben eine feierliche Wirkung, kippen aber leicht um in die Karikatur (siehe Überzeichnung (Kunst)).
Im Gegensatz zur „gehobenen“ Tragödie sieht das Melodram von inneren Konflikten seiner Figuren ab: In der Tragödie kann eine Figur mit sich ringen und Widersprüchliches begehren (z. B. sich rächen und großmütig sein, Maria und Gabriele heiraten…). Im Melodram werden unterschiedliche Absichten auch von verschiedenen Figuren vertreten, vor allem Hauptfigur und Widersacher. Nicht der gute Mensch, sondern die Tugend, nicht der schlechte Mensch, sondern das Laster treten auf (Allegorie). Dennoch erscheinen die Personen im Gegensatz zum mittelalterlichen Drama als moderne Individuen.

### Dramaturgie

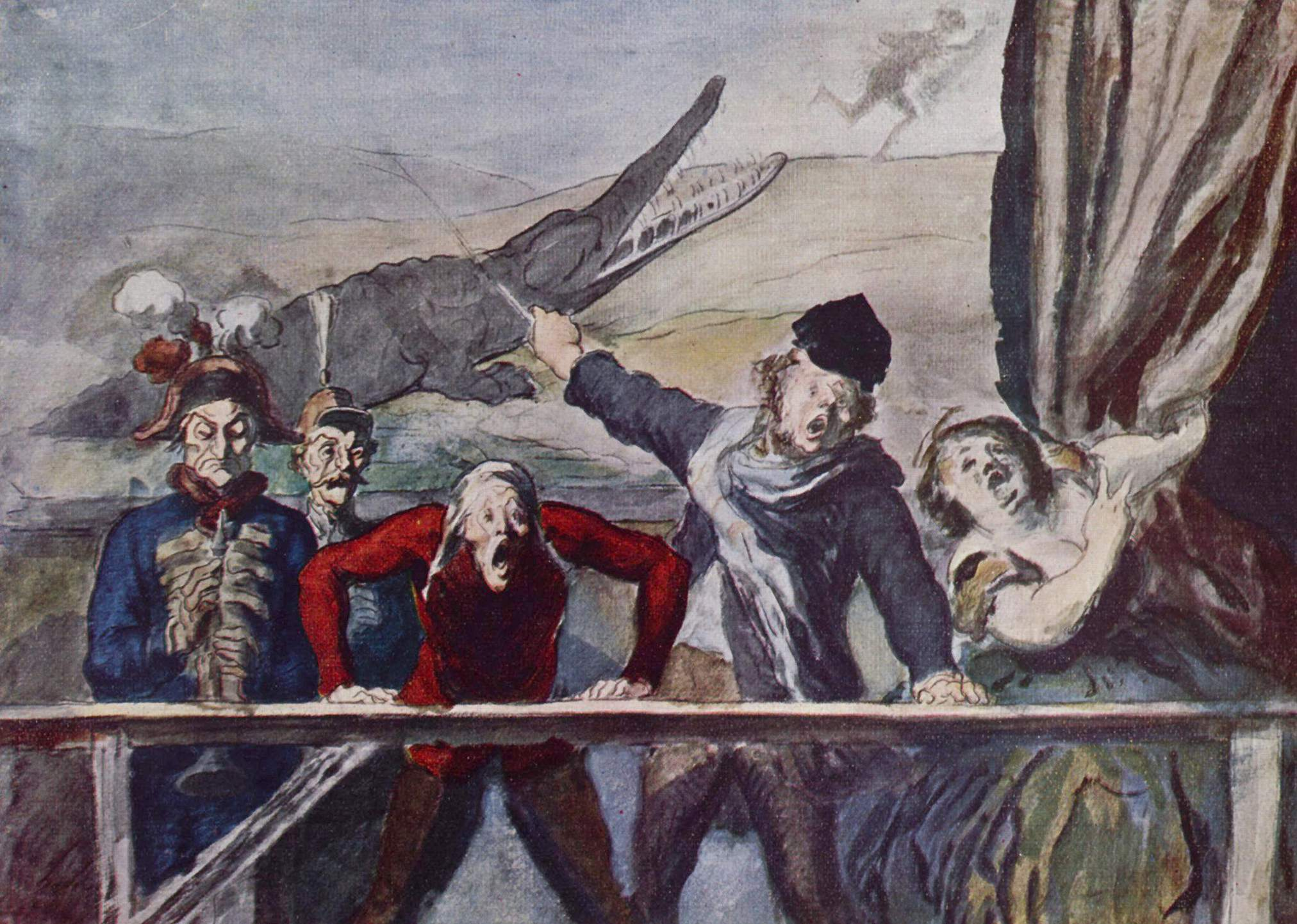
Emotionen im Melodram aus der Sicht des Karikaturisten Honoré Daumier

Die Dramaturgie des Melodrams zeichnet sich aus durch scharf kontrastierte und vereinfachte (flache) Charaktere sowie eine bunte Mischung aus Gewalt, Pathos und Humor. Zentral ist in der Regel eine Liebesgeschichte und/oder eine Kriminal- oder Horrorgeschichte, oft nach dem Vorbild populärer Romane.

#### Logik statt Wunder
Im Unterschied zur Tragödie der französischen Klassik, in der es um das statthafte Benehmen der Helden ging, sollte das Melodram spannend sein. Für erschütternde Effekte und kraftvolle emotionale Schocks werden Handlungshöhepunkte aufgebaut. Konfrontation, Verfolgung und Flucht dienen zur Steigerung. Häufig wird dabei eine deterministische Kausalität vorgeführt: Ursachen haben zwingende Wirkungen und umgekehrt, was das Publikum zum logischen Kombinieren anregt und das Vertrauen in die Naturwissenschaften fördert. Aufzeichnungen wie Briefe, amtliche Dokumente oder Spuren eines Verbrechens, die es zu entschlüsseln gilt, haben dabei eine zentrale Funktion. Das Melodram spielt sich zumeist in einer ausgesprochen „normalen“ Umgebung ab, die sich wirkungsvoll von einer Halbwelt unterscheidet.
Die Geschlechterrollen im Melodram sind klar festgelegt und werden nicht kritisiert, im Unterschied zu sozialen Ungleichheiten: Die weiblichen Heldinnen zieht es aus der Welt der Vernunft in eine Welt der Gefühle, die männlichen kämpfen gegen übermächtige Widersacher. Der melodramatische Konflikt ergibt sich aus einer Konfrontation der Helden mit (veränderlichen) gesellschaftlichen Auflagen und Erwartungen sowie mit (unveränderlichen) naturgesetzlichen Gegebenheiten. Er entsteht aus Situationen der Trennung oder Wiederbegegnung, aus plötzlich enthüllten Geheimnissen, überraschend auftauchenden Erinnerungen, dem Erwachsenwerden, der verhinderten Liebe oder dem Sterben; aus Naturkatastrophen, Krankheiten oder sozialen Ungleichheiten, die eine Liebe verhindern.

#### Figuren
Die Bedrohung einer/eines hilflosen Unschuldigen als häufiger dramatischer Ausgangspunkt ruft die drei anderen Hauptcharaktere auf den Plan: den Helden (und/oder die Heldin), einen Verbündeten, der ihnen assistiert, und den Bösewicht, gegen den sie antreten.
Oft enthielt das Melodram pantomimische Hauptrollen, zumeist als Figuren, die aufgrund einer Behinderung stumm sind. Damit wurde das Versagen der Kommunikation zum Thema gemacht und die Aufmerksamkeit des Publikums etwa auf eine verräterische oder unverstellte Gestik im Kontrast zum Trügerischen der gesprochenen Sprache gelenkt.

#### Musik
Meist wurde die Theatervorstellung von einem Orchester, im späteren britischen und US-amerikanischen Melodram oft auch nur von einem Klavier begleitet. Die Bedeutung der Melodrammusik für die Entstehung der Filmmusik ist in der Literatur der letzten Jahre verstärkt beachtet worden. – Nicht nur eine dramatisierende Hintergrundmusik konnte im Theatermelodram eine Rolle spielen, sondern auch Aufmärsche, Tänze, Chöre und sogar eingelegte Lieder.